# Łęg (Częstochowa)
Pour les articles homonymes, voir Łęg.
Łęg est une localité polonaise de la gmina de Kruszyna, située dans le powiat de Częstochowa en voïvodie de Silésie.